# 玉峰寺

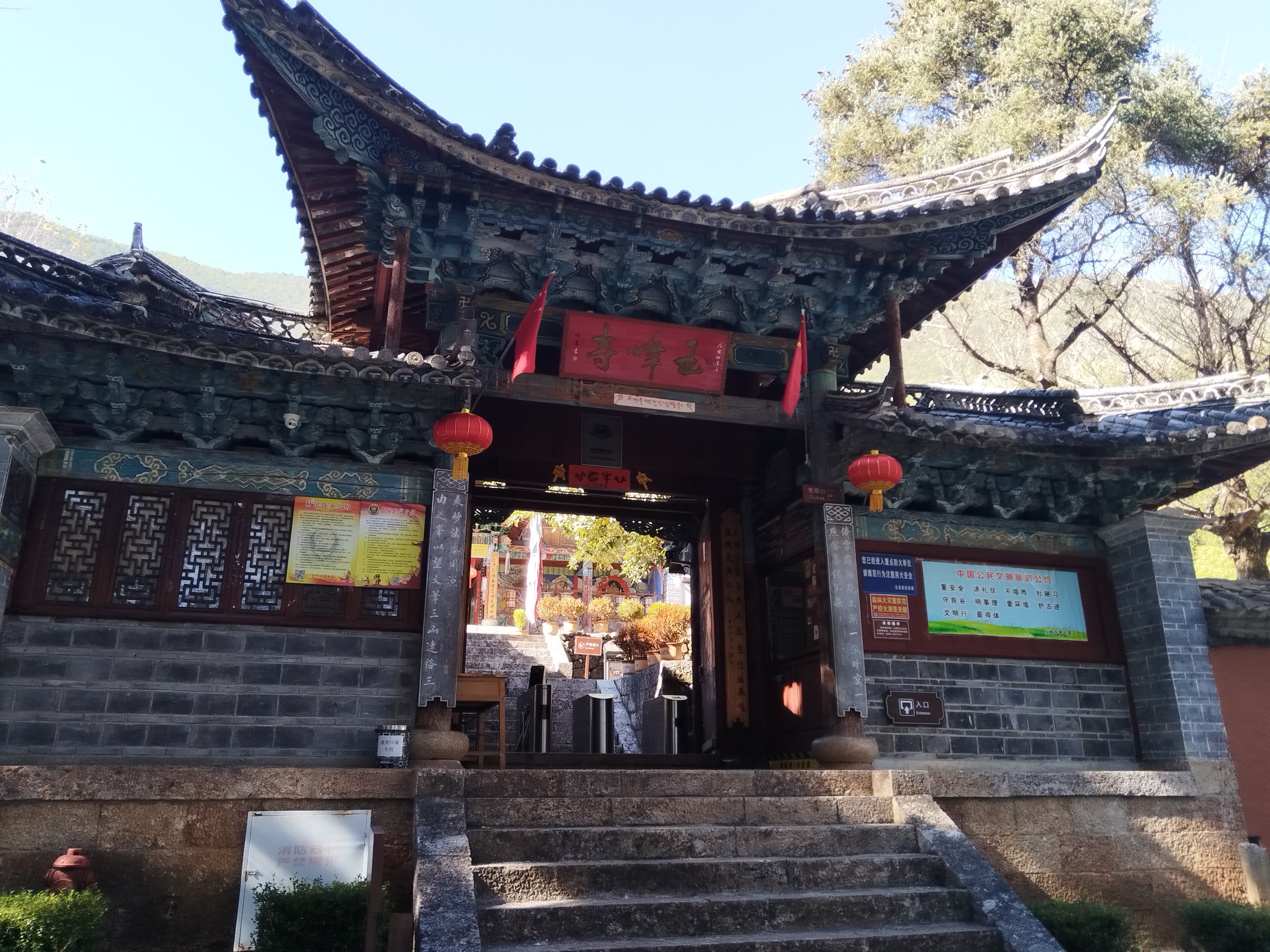
玉峰寺

玉峰寺（ぎょくほうじ、yufengsi）は中国雲南省の麗江に位置し、麗江古城から13キロの場所にある寺院。麗江には五大寺院があり、福国寺、文峰寺、指雲寺、普済寺と並びこのエリアでは有名である。玉龍雪山の麓にあり、雪山に行くついでに、立ち寄る人が多い。建立は清王朝の康煕39年（1700年）になり、宗派はチベット仏教のカギュ派になる。
この地にはチベットより持ち帰った釈迦牟尼仏、薬師如来、観世音菩薩、文殊菩薩、蓮花生大士（パトマサンババ）の銅像がまつられ、僧侶が日々修行に励んでいる。境内は四合院になっているものの、チベット仏教の色合いが色濃く残っている。境内から少し外れたところにサザンカの木が残っており、このエリアでは有名である。植樹されたのは康煕帝の時代であるため、300年以上になる。春には満開になり、立夏ごろまで咲いている。

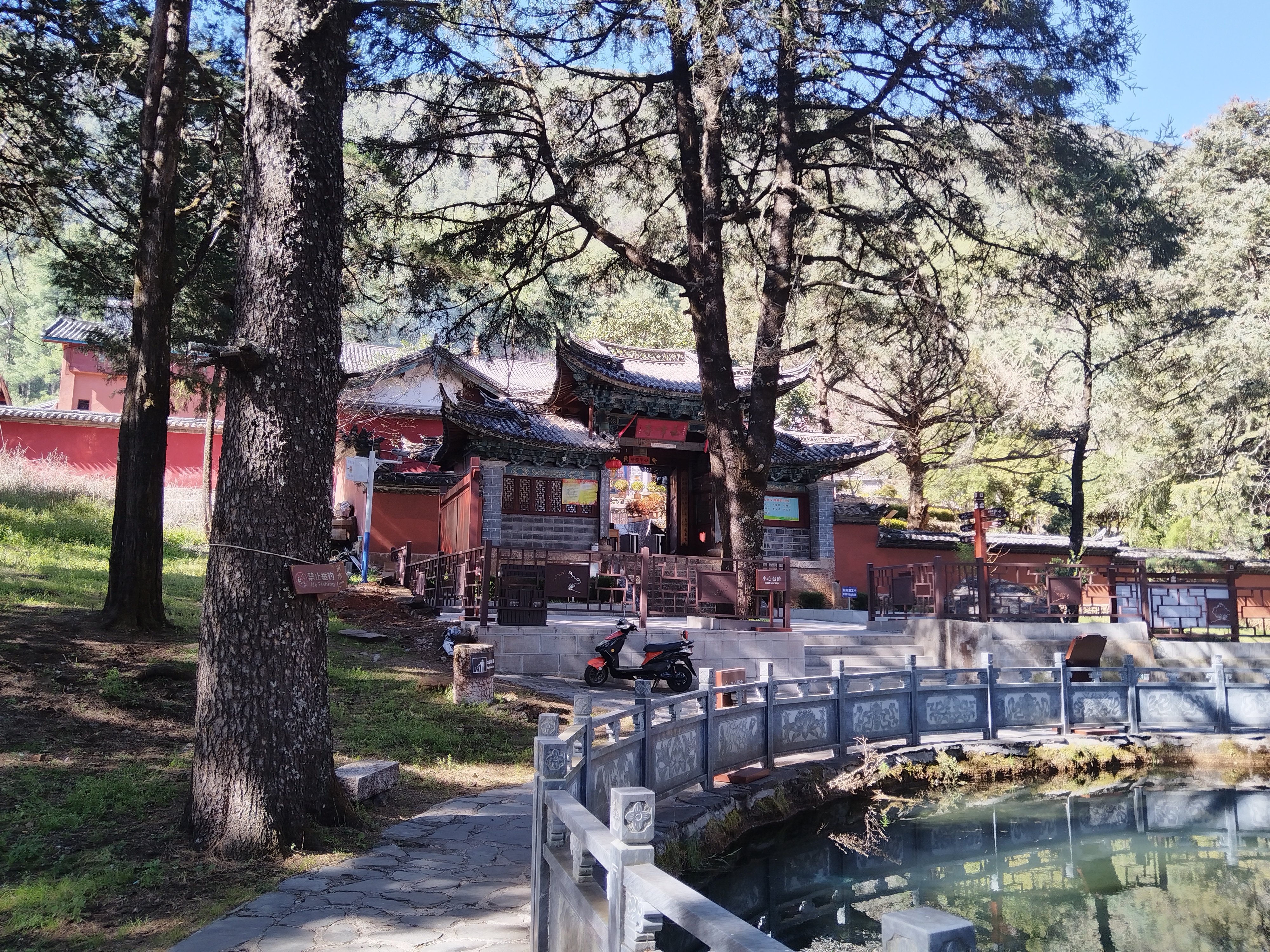
玉峰寺　入口前の池

麗江はトンバ文字を使うナシ族のエリアであるものの、すぐ北はチベットであるため、多くのチベット仏教がこの地に根付いている。修行僧もチベット族であるため、中国語は通じにくい。境内は非常に年季が入っており、頭上にはタルチョがなびき、マニ車に囲まれている。チベットに興味のある人にオススメの場所であろう。